# گونه‌شناسی (الهیات)
گونه‌شناسی (انگلیسی: Typology) در الهیات مسیحی و تفسیر کتاب مقدس آموزه یا نظریه ای است در مورد رابطه عهد عتیق با عهد جدید. وقایع، اشخاص یا اظهارات در عهد عتیق (⎘ عهد عتیق) به عنوان انواعی دیده می‌شوند که پیش‌گوینده یا جایگزین ضدانواع، رویدادها یا جنبه‌های مسیح یا مکاشفه او در عهد جدید هستند. به عنوان مثال، یونس را می‌توان به عنوان نوع مسیح در نظر گرفت که او از شکم ماهی بیرون آمد و به نظر می‌رسید که از مرگ برخاسته است.